# Nikołaj Czusowskoj
Nikołaj Nikołajewicz Czusowskoj (ros. Николай Николаевич Чусовской; ur. 27 kwietnia?/10 maja 1910 we wsi Aleksandrowka w ułusie niurbińskim, zm. 26 lipca 1977 w Jakucku) – radziecki wojskowy, major, Bohater Związku Radzieckiego (1945).

## Życiorys
Urodził się w jakuckiej rodzinie chłopskiej. Wcześnie stracił ojca, skończył tylko kilka klas szkoły, od wieku 9 lat pracował jako robotnik rolny. W wieku 14 lat stracił matkę, później zajmował się gospodarstwem rolnym. W 1927 został skierowany przez Komsomoł do szkoły partyjnej, później pracował w milicji, w 1928 wstąpił ochotniczo do Armii Czerwonej. Ukończył szkołę wojskową w Jakucku, później był w niej młodszym dowódcą, w 1931 został członkiem partii komunistycznej, w 1935 ukończył szkołę piechoty w Omsku. Służył w 26 Dywizji Strzelców w 1 Samodzielnej Armii Czerwonego Sztandaru jako dowódca plutonu i dowódca kompanii w 78 pułku strzelców w mieście Woroszyłow (obecnie Ussuryjsk) w stopniu porucznika, w 1937 skończył 6-miesięczne kursy wojsk pancernych. Latem 1938 w składzie 120 samodzielnego batalionu moździerzowego uczestniczył w walkach z Japończykami nad jeziorem Chasan, później był dowódcą kompanii czołgów 77 samodzielnego batalionu moździerzowego w stopniu starszego porucznika, latem 1942 został zastępcą dowódcy batalionu 721 pułku strzelców z 205 Dywizji Strzelców, na początku 1944 w stopniu kapitana został skierowany na 3 Front Ukraiński do wojny z Niemcami.
Od maja 1944 do końca wojny walczył w składzie 172 gwardyjskiego pułku strzelców w składzie 57 Gwardyjskiej Dywizji Piechoty 8 Gwardyjskiej Armii 1 Frontu Białoruskiego jako zastępca dowódcy i dowódca batalionu. Latem 1944 podczas operacji brzesko-lubelskiej brał udział w forsowaniu zachodniego Bugu, wyzwalaniu Dęblina i forsowaniu Wisły; 1 sierpnia 1944 po sforsowaniu Wisły dowodzony przez niego batalion odparł trzy kontrataki wroga, za co Czusowskoj został odznaczony. Później uczestniczył w walkach o przyczółek warecko-magnuszewski, a w styczniu-lutym 1945 podczas operacji wiślańsko-odrzańskiej dotarł do Odry, forsując rzekę w rejonie Kostrzyna i umacniając się na przyczółku, później do kwietnia brał udział w walkach o ten przyczółek. Potem batalionu Czusowskoja uczestniczył w operacji berlińskiej, gdzie wyróżnił się w bitwie o wzgórza Seelow, zadając wrogowi duże straty i niszcząc wiele jego broni, a 20 kwietnia wdzierając się do Berlina. Po wojnie major Czusowskoj służył w składzie Grupy Wojsk Radzieckich w Niemczech, po czym w sierpniu 1946 został zwolniony do rezerwy.
Po powrocie do Jakucji do 1949 pracował w jakuckim obwodowym komitecie partyjnym, w 1952 ukończył Wyższą Szkołę Partyjną przy KC KPZR, w 1952 został ponownie powołany do armii, służył w rejonowych komendanturach wojskowych w Moskwie, w listopadzie 1957 zwolniono go do rezerwy. Mieszkał w Moskwie, zmarł i został pochowany w Jakucku. W jego rodzinnej wsi jego imieniem nazwano ulicę. W Niurbie i Jakucku postawiono jego popiersie.

## Odznaczenia
- Złota Gwiazda Bohatera Związku Radzieckiego (31 maja 1945)
- Order Lenina (31 maja 1945)
- Order Czerwonego Sztandaru (30 grudnia 1956)
- Order Wojny Ojczyźnianej II klasy (27 sierpnia 1944)
- Order Czerwonej Gwiazdy (11 listopada 1944)
- Medal „Za zwycięstwo nad Niemcami w Wielkiej Wojnie Ojczyźnianej 1941–1945”
- Medal „Za wyzwolenie Warszawy”
- Medal „Za zdobycie Berlina”